# Pelang (Kembangbahu)
Pelang is een bestuurslaag in het regentschap Lamongan van de provincie Oost-Java, Indonesië. Pelang telt 3890 inwoners (volkstelling 2010).